# Diepenveen
Diepenveen es un pueblo del este de los Países Bajos. Se encuentra en el municipio de Deventer, en la provincia de Overijssel, a unos 4 km al norte del centro de la ciudad.

## Historia
El pueblo fue mencionado por primera vez en 1417 como Diepenveen, que significa «turbera baja». Diepenveen es un pueblo en una colina de arena que se desarrolló alrededor del convento de monjas agustinas, fundado en 1408. El monasterio fue destruido durante el asedio de Deventer en 1578 por George de Lalaing, conde de Rennenberg.
La iglesia del monasterio fue ocupada por la Iglesia reformada neerlandesa en 1659. El edificio data de entre 1409 y 1411. Fue restaurado en 1720 y nuevamente en 1838.
La havezate (casa solariega) de Oud Rande se construyó originalmente en el siglo XV. Entre 1570 y 1580, Willem van Doetinchem construyó una nueva finca. La finca fue demolida en 1838, pero se conserva la torre de 1574.
En 1840, Diepenveen albergaba a 274 personas Deventer intentó anexionarse Diepenveen varias veces y perdió bastante territorio ante su vecino, sin embargo, fue un municipio independiente hasta 1999, cuando pasó a formar parte de Deventer.

## Personas notables
- Hanneke de Vries (1960), patinadora de velocidad en pista larga.[5]

## Galería

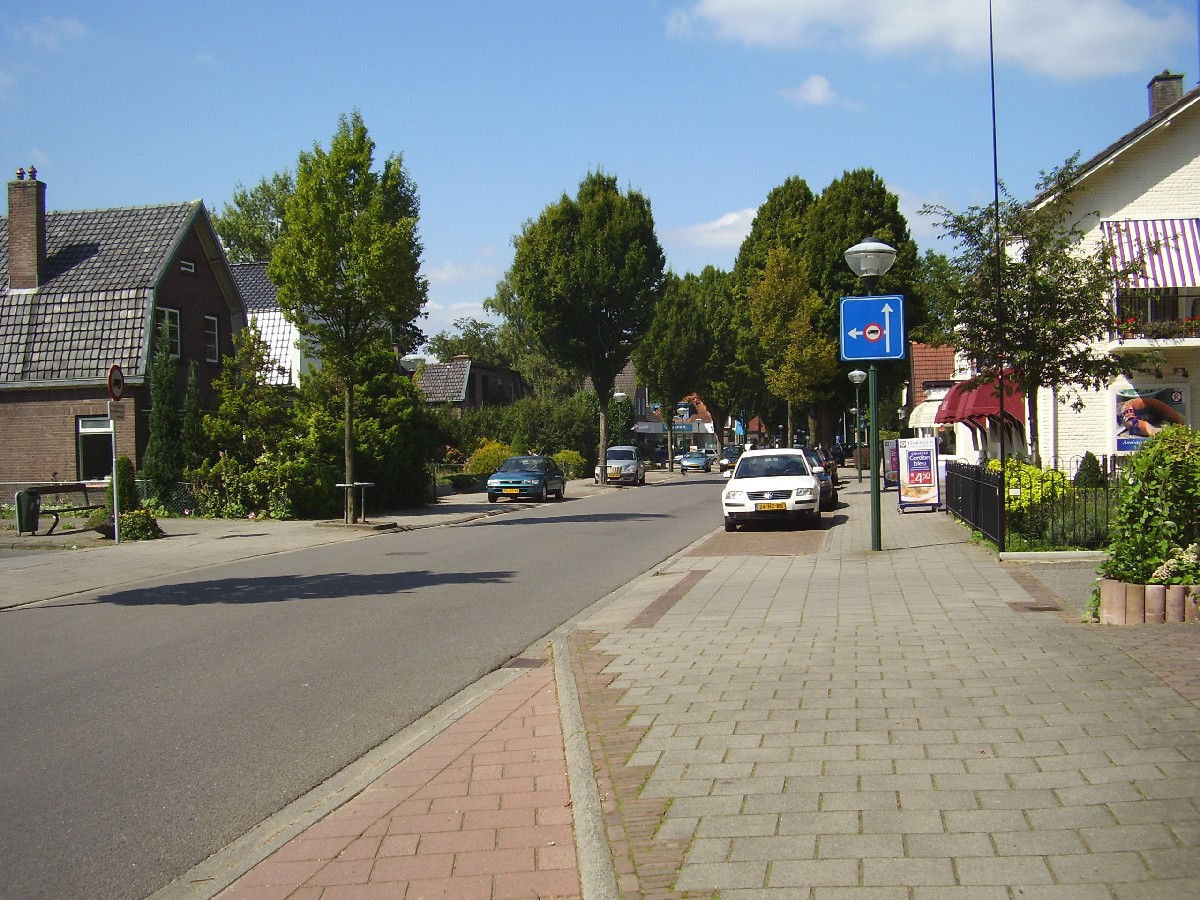
Calle Dorps, Diepenveen.
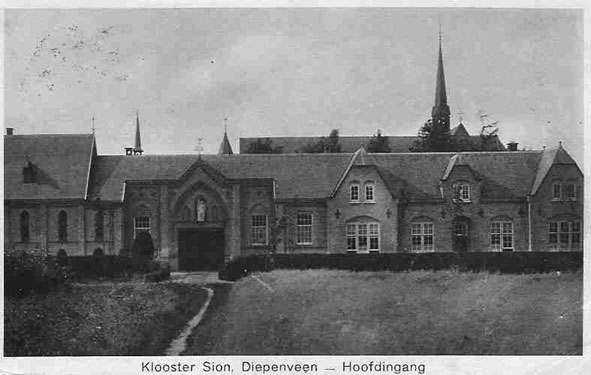
Monasterio de Sión, Diepenveen en 1929.